# 井上春策因碩
井上 春策因碩（いのうえ しゅんさくいんせき、安永3年（1774年） - 文化7年5月8日（1810年6月9日））は、江戸時代の囲碁棋士で、家元井上家九世井上因碩。備後国出身、七段上手。元の姓は佐藤。本因坊元丈、安井知得仙知、林元美ら同世代で拮抗し、最も早く家督を継いだが、病弱だったとされ、37歳で夭逝した。

## 経歴
備後国深津郡市村仁吾（現広島県福山市蔵王町）の、本庄屋佐藤久兵衛定治の長男として生まれる。幼名は知夫、後に民治。14歳年長の兄で、四宮米蔵や小松快禅とも競ったという元亮より碁を習う。12歳の時に福山藩の儒臣大田全斎に認められ、天明6年(1786年)13歳で当時寺社奉行でもあった藩主阿部正倫、儒臣菅茶山を通じ、八世井上因達因碩に入門、佐藤春策と名乗る。
寛政6年(1794年)21歳四段で、因達の跡目となり、因達の娘志津と縁組みする。同年、御城碁に初出仕。文化2年(1805年)に因達が死去し、家督相続し九世井上因碩となる（相続時は八世、後の世系書き換えにより九世）。
文化7年(1810年)に病床に伏し、跡目を定めていなかったので、門下で五段の唐津藩士山崎因砂を呼び寄せるが、到着前の5月8日に死去。他の家元三家及び井上家外家の服部因淑ら計らいにより、春策死亡日を8月8日とし、因砂を養子として家督を継がせ十世井上因砂因碩となった。春策の法号は日逞。墓所は麻布妙善寺と市村慶満寺にある。
2歳年少の知得とは、知得先相先で始まるが、後に互先から春策先二にまでなった。
春策はまた、井上家家督として幕府より50石100人扶持を受けるとともに、熊本藩細川家から50人扶持、美濃国大垣藩戸田家から10人扶持、越前国福井藩松平家から20人扶持を受けていた。

### 御城碁成績
- 寛政6年(1794年) 二子番2目負 安井仙角仙知
- 寛政7年(1795年) 二子番11目勝 本因坊烈元
- 寛政8年(1796年) 先番7目勝 林門悦
- 寛政9年(1797年) 二子番2目勝 安井仙角仙知
- 寛政10年(1798年) 先番3目勝 林門悦
- 寛政11年(1799年) 先番5目負 本因坊元丈
- 享和元年(1801年) 先番7目負 中野知得、先番1目勝 本因坊烈元
- 享和2年(1802年) 二子番6目勝 安井仙角仙知
- 享和3年(1803年) 先番2目負 中野知得
- 文化元年(1804年) 白番ジゴ 林門悦
- 文化3年(1806年) 先番ジゴ 本因坊元丈、先番中押勝 林門悦
- 文化5年(1808年) 先番6目勝 林門悦
- 文化6年(1809年) 白番中押負 林鉄元

計16局を勤め、8勝6敗2ジゴ
遺譜は41局残されており、うち元丈と12局、知得と18局がある。